# Sensibilidade
Sensibilidade refere-se à percepção aguda ou receptividade a respeito de algo, como por exemplo as emoções de um indivíduo. O conceito surgiu na Inglaterra do século XVIII, intimamente relacionado a estudos de percepção sensorial como o meio através do qual o conhecimento é reunido. Mais tarde veio a ser associado também à filosofia moral.